# Tysvær
Tysvær é uma comuna da Noruega, com 419 km² de área e 9213 habitantes (censo de 2004).         